# Mauritius vasúti közlekedése

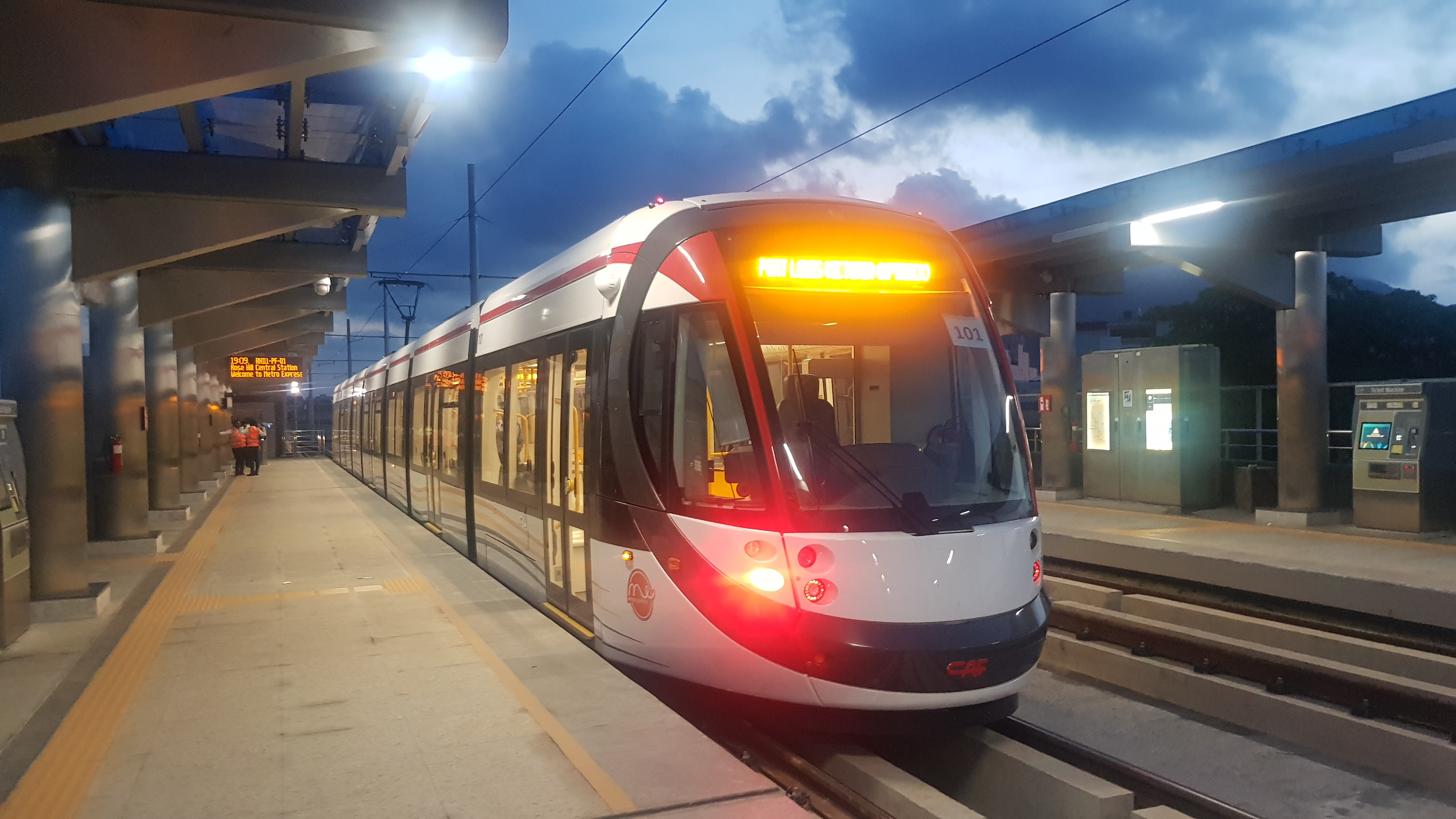
Mauritius új könnyű vasútja

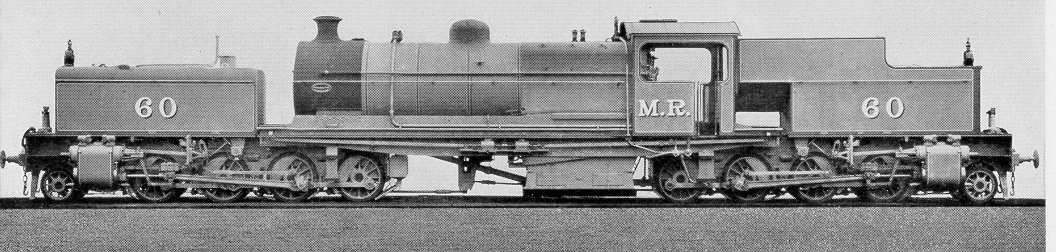
Egy csuklós gőzmozdony

Mauritiuson a vasúti közlekedés az 1860-as években kezdődött. A normál nyomtávolságú, gőzüzemű vasúthálózat gyorsan kiépült, behálózta az egész szigetet, de miután évekig gazdaságtalanul működött, 1964-ben végleg bezárt. Ahhoz, hogy a forgalmi torlódások megszűnjenek Curepipe és Port Louis között, javasolták egy könnyű vasútvonal (LRT) kiépítését,  mely azóta már megnyílt.
Az országnak 52 Garrat rendszerű gőzmozdonya, 200 személykocsija és 750 teherkocsija volt.

## Vasútvonalak
- Port Louis–Mahébourg-vasútvonal
- Port Louis–Grande Rivière Sud-Est-vasútvonal
- Richelieu–Rivière Sèche-vasútvonal

## Vasúti kapcsolata más országokkal
Mivel nincs országos vasúthálózat, továbbá szigetország, így egyetlen országgal sincs vasúti kapcsolata.